# Robert Gray (lekkoatleta)
Robert Gray (ur. 5 października 1956 w Downsview, dzielnicy Toronto) – kanadyjski lekkoatleta, specjalista rzutu dyskiem, dwukrotny medalista igrzysk Wspólnoty Narodów olimpijczyk.

## Kariera sportowa
Zdobył brązowy medal w rzucie dyskiem (przegrywając jedynie ze swym kolegą z reprezentacji Kanady Borysem Chambulem i Bradleyem Cooperem ze Bahamów) na igrzyskach Wspólnoty Narodów w 1978 w Edmonton. Na igrzyskach panamerykańskich w 1979 w San Juan zajął szóste miejsce. Zdobył brązowy medal w tej konkurencji na Igrzyskach Konferencji Pacyfiku w 1981 w Christchurch.
Na igrzyskach Wspólnoty Narodów w 1982 w Brisbane Gray zdobył srebrny medal w rzucie dyskiem, za Cooperem, a przed innym Kanadyjczykiem Bishopem Dolegiewiczem. Odpadł w kwalifikacjach rzutu dyskiem na mistrzostwach świata w 1983 w Helsinkach oraz na igrzyskach olimpijskich w 1984 w Los Angeles.
Gray był mistrzem Kanady w rzucie dyskiem w latach 1979 i 1983–1986, wicemistrzem w latach 1978 i 1980–1982 oraz brązowym medalistą w 1988.
Jego rekord życiowy wynosił 67,32 m, ustanowiony 30 kwietnia 1984 w Etobicoke.